# Campeonato Brasileiro Série A 2023
In 2023 werd de 67ste editie van de Campeonato Brasileiro Série A gespeeld, de hoogste voetbalklasse van Brazilië. De competitie werd gespeeld van 15 april tot 6 december. Palmeiras werd kampioen. 

## Stadions en locaties
| Club                 | Stad              | Stadion                 | Capaciteit |
| -------------------- | ----------------- | ----------------------- | ---------- |
| América Mineiro      | Belo Horizonte    | Independência           | 23.018     |
| Athletico Paranaense | Curitiba          | Arena da Baixada        | 42.370     |
| Atlético Mineiro     | Belo Horizonte    | Arena MRV               | 44.892     |
| Bahia                | Salvador          | Arena Fonte Nova        | 50.025     |
| Botafogo             | Rio de Janeiro    | Nílton Santos           | 44.661     |
| Corinthians          | São Paulo         | Neo Química Arena       | 47.605     |
| Coritiba             | Curitiba          | Couto Pereira           | 40.502     |
| Cruzeiro             | Belo Horizonte    | Mineirão                | 61.927     |
| Cuiabá               | Cuiabá            | Arena Pantanal          | 44.000     |
| Flamengo             | Rio de Janeiro    | Maracanã                | 78.838     |
| Fluminense           | Rio de Janeiro    | Maracanã                | 78.838     |
| Fortaleza            | Fortaleza         | Arena Castelão          | 63.903     |
| Goiás                | Goiânia           | Estádio da Serrinha     | 14.525     |
| Grêmio               | Porto Alegre      | Arena do Grêmio         | 55.662     |
| Internacional        | Porto Alegre      | Beira-Rio               | 50.842     |
| Palmeiras            | São Paulo         | Allianz Parque          | 43.173     |
| Red Bull Bragantino  | Bragança Paulista | Estádio Nabi Abi Chedid | 15.010     |
| Santos               | Santos            | Vila Belmiro            | 16.068     |
| São Paulo            | São Paulo         | Morumbi                 | 72.039     |
| Vasco da Gama        | Rio de Janeiro    | Estádio São Januário    | 21.680     |

## Eindstand
| Plaats | Club                 | Wed. | W  | G  | V  | Saldo | Ptn. |
| ------ | -------------------- | ---- | -- | -- | -- | ----- | ---- |
| 1.     | Palmeiras            | 38   | 20 | 10 | 8  | 64:33 | 70   |
| 2.     | Grêmio               | 38   | 21 | 5  | 12 | 63:56 | 68   |
| 3.     | Atlético Mineiro     | 38   | 19 | 9  | 10 | 52:32 | 66   |
| 4.     | Flamengo             | 38   | 19 | 9  | 10 | 56:42 | 66   |
| 5.     | Botafogo             | 38   | 18 | 10 | 10 | 58:37 | 64   |
| 6.     | Red Bull Bragantino  | 38   | 17 | 11 | 10 | 49:35 | 62   |
| 7.     | Fluminense           | 38   | 16 | 8  | 14 | 51:47 | 56   |
| 8.     | Athletico Paranaense | 38   | 14 | 14 | 10 | 51:43 | 56   |
| 9.     | Internacional        | 38   | 15 | 10 | 13 | 46:45 | 55   |
| 10.    | Fortaleza            | 38   | 15 | 9  | 14 | 45:44 | 54   |
| 11.    | São Paulo            | 38   | 14 | 11 | 13 | 40:38 | 53   |
| 12.    | Cuiabá               | 38   | 14 | 9  | 15 | 40:39 | 51   |
| 13.    | Corinthians          | 38   | 12 | 14 | 12 | 47:48 | 50   |
| 14.    | Cruzeiro             | 38   | 11 | 14 | 13 | 35:32 | 47   |
| 15.    | Vasco da Gama        | 38   | 12 | 9  | 17 | 41:51 | 45   |
| 16.    | Bahia                | 38   | 12 | 8  | 18 | 50:53 | 44   |
| 17.    | Santos               | 38   | 11 | 10 | 17 | 39:64 | 43   |
| 18.    | Goiás                | 38   | 9  | 11 | 18 | 36:53 | 38   |
| 19.    | Coritiba             | 38   | 8  | 6  | 24 | 41:73 | 30   |
| 20.    | América Mineiro      | 38   | 5  | 9  | 24 | 42:81 | 24   |

|  | Landskampioen en gekwalificeerd voor groepsfase Copa Libertadores 2024 |
|  | Gekwalificeerd voor groepsfase Copa Libertadores 2024                  |
|  | Gekwalificeerd voor tweede fase Copa Libertadores 2024                 |
|  | Gekwalificeerd voor groepsfase Copa Sudamericana 2024                  |
|  | Degradatie naar Série B                                                |

## Topschutters
| Speler            | Speler                       | Goals | Club                 |
| ----------------- | ---------------------------- | ----- | -------------------- |
| Vlag van Brazilië | Paulo Henrique Sampaio Filho | 20    | Atlético Mineiro     |
| Vlag van Uruguay  | Luis Suárez                  | 17    | Grêmio               |
| Vlag van Brazilië | Tiquinho Soares              | 17    | Botafogo             |
| Vlag van Brazilië | Hulk                         | 15    | Atlético Mineiro     |
| Vlag van Brazilië | Marcos Leonardo              | 13    | Santos               |
| Vlag van Brazilië | Pedro                        | 13    | Flamengo             |
| Vlag van Brazilië | Deyverson                    | 12    | Cuiabá               |
| Vlag van Brazilië | Robson                       | 12    | Coritiba             |
| Vlag van Brazilië | Vitor Roque                  | 12    | Athletico Paranaense |

### Kampioen
| Campeonato Brasileiro Série A 2023 |
| São Paulo                          |
| ---------------------------------- |
| PALMEIRAS Kampioen (12° titel)     |

1. ↑   Atlético Mineiro begon in het Mineirão maar na de heenronde nam het zijn intrek in het nieuwe Arena MRV